# Кибальчич (жилой массив)
Кибальчич (укр. Кибальчич) — жилой массив в Днепровском районе Киева, микрорайон на севере Воскресенки. Проектное название — Северный. Основная застройка выполнена в 1979—1981 годах на месте заливного луга между Воскресенским массивом и селом Вигуровщина. Ограничивается улицей Кибальчича, проспектом Романа Шухевича и Воскресенским проспектом. Архитекторы — Колчинский В. М. и Цуркан А. М.
Массив застроен 9-, 12- и 16-этажными жилыми домами серий 1-464, 111-96, 111-87, БПС-6 и 111-161. В восточной части расположен торговый центр района: супермаркеты Сильпо, (бывший универсам «Десна») и ЭКО-маркет возле которых располагаются небольшой продуктовый рынок и торговые павильоны на месте бывшего трамвайного кольца. 
С другими районами города микрорайон связан автобусными, троллейбусными и трамвайными маршрутами.